# Putoranit
Putoranit (russisch Путоранит) ist ein sehr selten vorkommendes Mineral aus der Mineralklasse der „Sulfide und Sulfosalze“ mit der chemischen Zusammensetzung Cu1,1Fe1,2S2 und damit chemisch gesehen ein Kupfer-Eisen-Sulfid. 
Putoranit kristallisiert im kubischen Kristallsystem, entwickelt aber nur selten idiomorphe Kristalle. Meist findet er sich in Form von bis zu 0,1 mm großen messingfarbenen Körnern, die mit Mooihoekit verwachsen sind.

## Etymologie und Geschichte
Erstmals entdeckt wurde Putoranit in der Kupfer-Nickel-Sulfid-Lagerstätte des Grubenreviers „Oktyabr'skoye“ (auch Oktyabrsky, Oktyabr'sky oder Oktyabr'skoe) bei Talnach (seit 2004 Stadtteil des südwestlich gelegenen Norilsk) am Nordwestrand des Putorana-Gebirges in der russischen Region Krasnojarsk. Die Analyse und Erstbeschreibung erfolgte durch A. A. Filimonowa, T. L. Jewstignejewa und I. P. Laputina (russisch А. А. Филимонова, Т. Л. Евстигнеева, И. П. Лапутина, wiss. Transliteration A. A. Filimonova, T. L. Evstigneeva, I. P. Laputina), die das Mineral nach dem Gebirge benannten.
Das Mineralogenteam sandte seine Untersuchungsergebnis und den gewählten Namen 1979 zur Prüfung an die International Mineralogical Association (interne Eingangs-Nummer der IMA: 1979-054), die den Putoranit als eigenständige Mineralart anerkannte. Die Erstbeschreibung wurde anschließend 1980 im russischen Fachmagazin Sapiski Wsessojusnogo Mineralogitscheskogo Obschtschestwa (russisch Записки Всесоюзного Минералогического Общества) veröffentlicht. Die Bestätigung der Freigabe folgte 1981 mit der Publikation der New Mineral Names im englischsprachigen Fachmagazin American Mineralogist. Die ebenfalls von der IMA/CNMNC anerkannte Kurzbezeichnung (auch Mineral-Symbol) von Putoranit lautet „Put“.
Das Typmaterial des Minerals wird im Mineralogischen Museum, benannt nach A. J. Fersman (englisch Fersman Mineralogical Museum, Abkürzung FMM) unter der Katalog-Nummer 81312 aufbewahrt.

## Klassifikation
In der veralteten 8. Auflage der Mineralsystematik nach Strunz war der Putoranit noch nicht aufgeführt.
Im zuletzt 2018 überarbeiteten „Lapis-Mineralienverzeichnis“ erhielt das Mineral die System- und Mineral-Nr. II/C.04-030. Es steht damit in der Klasse der „Sulfide und Sulfosalze“ und dort in der Abteilung „Sulfide mit dem Stoffmengenverhältnis Metall : S,Se,Te ≈ 1 : 1“, wo Putoranit zusammen mit Haycockit, Isocubanit, Mooihoekit, Orickit, Talnakhit und Wilhelmramsayit eine unbenannte Gruppe mit der Systemnummer II/C.04 bildet.
Die von der IMA zuletzt 2009 aktualisierte 9. Auflage der Strunz’schen Mineralsystematik ordnet den Putoranit in die Abteilung der „Sulfide und Sulfosalze (Sulfide, Selenide, Telluride, Arsenide, Antimonide, Bismutide, Sulfarsenide, Sulfantimonide, Sulfbismutide)“ und genauer in die „Metallsulfide, M : S = 1 : 1 (und ähnliche)“ ein. Dort ist das Mineral in der Unterabteilung „mit Zink (Zn), Eisen (Fe), Kupfer (Cu), Silber (Ag) usw.“ innerhalb einer unbenannten Gruppe mit der Systemnummer 2.CB.10b neben Haycockit, Mooihoekit und Talnakhit zu finden.
Die vorwiegend im englischen Sprachraum gebräuchliche Systematik der Minerale nach Dana ordnet den Putoranit in die Klasse der „Sulfide“ und dort in die Abteilung der „Sulfide – einschließlich Selenide und Telluride – mit der Zusammensetzung AmBnXp, mit (m+n):p=1:1“ ein. Dort findet er sich als einziges Mitglied in der nicht näher bezeichneten Gruppe „02.09.07“ mit der Systemnummer 02.09.07.01.

## Kristallstruktur
Putoranit kristallisiert im kubischen Kristallsystem in der Raumgruppe Pn3m (Raumgruppen-Nr. 224) mit dem Gitterparameter a = 5,30 Å sowie drei Formeleinheiten pro Elementarzelle.

## Bildung und Fundorte
Putoranit bildet sich in Kupfer-Nickel-Erzen und findet sich dort unter anderem vergesellschaftet mit Alabandin, Cabriit, Cubanit, Djerfisherit, Galenit, Mackinawit, Magnetit, Mooihoekit, Pentlandit, manganhaltigem Shadlunit, Sphalerit, verschiedenen Platingruppen-Mineralen, Silber, Talnakhit und Valleriit.
Außer an seiner Typlokalität in der Region Krasnojarsk fand sich das Mineral in Russland noch in der Lagerstätte „Lovnoozero“ südwestlich vom See Lovno und nahe Montschegorsk in der Oblast Murmansk.
Daneben trat Putoranit bisher nur noch in der „Hamutenha-Intrusion“ nahe Chibia in Angola sowie in den Chromit-Gruben „Dağküplü“ und „Kavak“ bei Eskişehir in der Türkei auf.